# Alfa Romeo Racing C39
Alfa Romeo Racing C39 byl vůz Formule 1 zkonstruovaný společností Alfa Romeo Racing pro účast v sezóně 2020. Vůz řídili Kimi Räikkönen a Antonio Giovinazzi, kteří zůstali u týmu druhým rokem. Jako rezervní jezdec týmu působil Robert Kubica. Vůz měl mít závodní debut při Grand Prix Austrálie 2020, ale byl opožděn, když byl závod zrušen a další tři podniky v Bahrajnu, Vietnamu a Číně byly odloženy v reakci na pandemii COVID-19. Vůz C39 nakonec debutoval při Grand Prix Rakouska 2020.
Šasi navrhli Jan Monchaux, Luca Furbatto, Lucia Conconi, Alessandro Cinelli a Nicolas Hennel, přičemž vůz byl poháněn zákaznickým motorem Ferrari.

## Shrnutí sezóny
Před předsezónním testováním nalakovala Alfa Romeo vůz do nátěru „hadí kůže“. Vůz se poté vrátil do soutěžního vzhledu pro předsezónní testování. Při zahájení sezóny v Rakousku se Kimimu Räikkönenovi sundala pravá přední pneumatika a okamžitě odstoupil. Antonio Giovinazzi skončil devátý a Alfa Romeo tak získala dva body. Při Grand Prix Štýrska skončil Räikkönen na 11. místě a Giovinazzi na 14. místě, oba s jednokolovou ztrátu na vítěze závodu. Do Grand Prix Maďarska Räikkönen startoval z poslední pozice. Při nájezdu na startovní rošt po zaváděcím kole se špatně zařadil do svého stání a během závodu za to dostal pětisekundovou penalizaci. Přestože vůz zahájil sezónu na konci startovního pole, postupně se v průběhu sezóny zlepšoval. V Belgii se Räikkönen umístil na 12. místě před oběma továrními Ferrari. Stejně jako v případě Ferrari SF1000 a dalšího zákazníka Ferrari, kterým byl Haas s vozem VF-20, byly výsledky týmu neustále omezovány nedostatkem výkonu motoru Ferrari. Ve většině závodů jezdil vůz na konci startovního roštu s Haasem a Williamsem.

## Pozdější využití
Upravený vůz C39 byl použit při testování směsí pneumatik pro sezónu 2022, které se uskutečnilo po Grand Prix Abú Zabí 2021.

## Kompletní výsledky ve Formuli 1
| Legenda k tabulce | Legenda k tabulce                                                                       |
| Barva             | Výsledek                                                                                |
| ----------------- | --------------------------------------------------------------------------------------- |
| Zlatá             | Vítěz                                                                                   |
| Stříbrná          | 2. místo                                                                                |
| Bronzová          | 3. místo                                                                                |
| Zelená            | Bodované umístění                                                                       |
| Modrá             | Nebodované umístění                                                                     |
| Modrá             | Dokončil neklasifikován (NC)                                                            |
| Fialová           | Odstoupil (Ret)                                                                         |
| Červená           | Nekvalifikoval se (DNQ)                                                                 |
| Červená           | Nepředkvalifikoval se (DNPQ)                                                            |
| Černá             | Diskvalifikován (DSQ)                                                                   |
| Bílá              | Nestartoval (DNS)                                                                       |
| Bílá              | Závod zrušen (C)                                                                        |
| Světle modrá      | Pouze trénoval (PO)                                                                     |
| Světle modrá      | Páteční testovací jezdec (TD)                                                           |
| Bez barvy         | Netrénoval (DNP)                                                                        |
| Bez barvy         | Vyřazen (EX)                                                                            |
| Bez barvy         | Nepřijel (DNA)                                                                          |
| Bez barvy         | Odvolal účast (WD)                                                                      |
| Bez barvy         | Nezúčastnil se (prázdné)                                                                |
| Označení          | Význam                                                                                  |
| Tučnost           | Pole position                                                                           |
| Kurzíva           | Nejrychlejší kolo                                                                       |
| †                 | Jezdec nedojel do cíle, ale byl klasifikován, protože odjel více než 90 % délky závodu. |
| ‡                 | Byl udělován poloviční počet bodů, protože bylo odjeto méně než 75 % délky závodu.      |
| Horní index       | Umístění bodujících jezdců ve sprintu                                                   |

| Rok  | Tým                     | Motor   | Pneumatiky | Jezdci             | 1   | 2   | 3   | 4   | 5   | 6   | 7   | 8   | 9   | 10  | 11  | 12  | 13  | 14  | 15  | 16  | 17  | Body | Umístění |
| ---- | ----------------------- | ------- | ---------- | ------------------ | --- | --- | --- | --- | --- | --- | --- | --- | --- | --- | --- | --- | --- | --- | --- | --- | --- | ---- | -------- |
| 2020 | Alfa Romeo Racing ORLEN | Ferrari | P          |                    | AUT | STY | HUN | GBR | 70A | ESP | BEL | ITA | TUS | RUS | EIF | POR | EMI | TUR | BHR | SKH | ABU | 8    | 8. místo |
| 2020 | Alfa Romeo Racing ORLEN | Ferrari | P          | Antonio Giovinazzi | Ret | 11  | 15  | 17  | 15  | 14  | 12  | 13  | 9   | 14  | 12  | 11  | 9   | 15  | 15  | 14  | 12  | 8    | 8. místo |
| 2020 | Alfa Romeo Racing ORLEN | Ferrari | P          | Kimi Räikkönen     | 9   | 14  | 17  | 14  | 17  | 16  | Ret | 16  | Ret | 11  | 10  | 15  | 10  | Ret | 16  | 13  | 16  | 8    | 8. místo |